# Транспортна РНК
Транспортне РНК (тРНК; раније растворљиве РНК (рРНК)) преносе аминокиселине до рибозома. Оне обезбеђују да се свака аминокиселина угради на тачно одређено место у полипептидном ланцу. Једна тРНК може само једну аминокиселину да транспортује. Има двадесет аминокиселина које се налазе у природним протеинима, а четрдесетдевет (49) тРНК учествују на задатку преноса.

## Примарна структура
Примарну структуру великог броја различитих тРНК чини 74-95 рибонуклеотида повезаних фосфодиестарским везама. Међу тим нуклеотидима разликују се:
- непроменљиви нуклеотиди, обихватају 90-95% нуклеотида[3] који су на увек истим положајима у различитим тРНК
- полупроменљиви нуклеотиди су они који се налазе на одређеним местима у полинуклеотидном ланцу тРНК на којима се увек налази пурински, односно пиримидински нуклеотид
- нуклеотиди са модификованим азотним базама које могу на различите начине да буду модификоване, а најчешће је то метилација.

## Секундарна структура
Унутар ових једноланчаних молекула комплементарне базе могу да награде краће или дуже дволанчане, спирализоване делове спајајући се водоничним везама, које се тада називају секундарне водоничне везе (А=У ; Г=Ц). Ти дволанчани делови чине секундарну структуру РНК, која се представља моделом тролисне детелине (на слици). 
Према том моделу образују се 4 крака од којих се три састоје од дволанчаног дела (дршка) и једноланчане петље:
- акцепторски крак је једини који нема петљу и на њему се налази 3' крај са триплетом нуклеотида ЦЦА (цитозин-цитозин-аденин) за који се везује одговарајућа аминокиселина;
- антикодонски крак има дршку и петљу са 7 нуклеотида, од којих средња три представљају антикодон;
- ТψЦ крак добио име према триплету ТψЦ (тимин-ψ (псеудоурацил)-цитозин) који садржи;
- Д крак носи модификован уридин (Д - дихидроуридин) по коме је добио име; број нуклеотида у њему варира од 8-12 од чега зависи и дужина појединих врста тРНК
- променљива петља најчешће има 3-5 нуклеотида, мада понекад може да има и 20-так нуклеотида што одређује и дужине појединих врста тРНК; налази се између ТψЦ и антикодонског крака

## Терцијерна структура
Терцијарна струкура постиже се образовањем водоничних веза (терцијерне водоничне везе) између база које нису спарене у секундарној структури. Спирализовани делови секундарне структуре се тако распоређују да образују две завојнице:
- једну образују ТψЦ и акцепторски краци
- другу завојницу образују остала два крака: антикодонски и Д крак

Ове две завојнице постављене су међусобно под правим углом тако да у терцијерној структури тРНК личи на слово Л. На супротним крајевима молекула налазе се део за који се везује аминокиселина и део на коме је антикодон.

## Врсте т-РНК
Постоји више врста т-РНК које се међусобно разликују у структури чиме је одређена њихова специфичност према одређеним аминокиселинама. Све т-РНК за које се веже иста аминокиселина називају се изоакцепторске тРНК. везивање аминокиселине за одговарајућу тРНК катализује ензим аминоацил-тРНК синтетаза. Све тРНК у ћелији деле су у 20 изоакцепторских група и свака та група има посебну аминоацил-тРНК синетазу.

## Активација аминокиселина
Активација аминокиселина састоји се у њиховом везивању за 3' крај акцепторског крака тРНК при чему добијају енергију која ће у транслацији бити употребљена за образовање пептидне везе. Ензими који то катализују се аминоацил-тРНК синтетазе у чијем се активном центру одвија реакција везивања аминокиселине за тРНК. Активиране аминокиселине везане за тРНК допремају се до рибозома где се антикодоном препозна одговарајући кодон иРНК. На тај начин се допремљена аминокиселина уграђује на тачно одређено место у полипептидном ланцу. Према томе, тРНК је са двоструком улогом: траспорт активираних аминокиселина до рибозома и превођење генетичке информације, односно, редоследа нуклеотида иРНК у редослед аминокиселина у полипептидном ланцу.